# Macchina di DNA
Una macchina di DNA o macchina a DNA è una macchina molecolare costruita a partire dal DNA. La ricerca riguardante le macchine di DNA è stata condotta alla fine del 1980 da Nadrian Seeman e dai suoi collaboratori della New York University. Viene utilizzato il DNA perché i numerosi strumenti biologici che possono influenzare il DNA sono già presenti in natura e l'immensa conoscenza di come lavora il DNA è stata già esplorata precedentemente dai biochimici.
Le macchine di DNA possono essere logicamente progettate dato che l'assemblaggio di DNA della doppia elica è basato su rigide regole di appaiamento delle basi che consentono a porzioni del filamento di essere connesso in modo prevedibile in base alla loro sequenza. La 'viscosità selettiva' è un importante vantaggio per la costruzione di macchine di DNA.
Un esempio di macchina di DNA venne riportata da Bernard Yurke e suoi collaboratori alla Lucent Technologies nell'anno 2000, costruendo delle pinzette molecolari di DNA. 
La pinzetta di DNA contiene tre elementi: A, B e C. L'elemento A afferra la metà dell'elemento B e la metà dell'elemento C, unedoli così tutti insieme. L'elemento A agisce come una cerniera in modo che i due 'bracci' — AB e AC — possano muoversi. La struttura fluttua con i suoi bracci spalancati, i quali possono essere estratti chiusi aggiungendo una quarta parte di DNA (D) 'programmato' per incollarsi a entrambe le sezioni spaiate penzoloni (dangling) degli elementi B e C. La chiusura delle pinzette venne sperimentata appiccicando l'elemento A ad entrambe le estremità con le molecole emettitori di luce che non la emettono quando sono vicine l'un l'altra. Per riaprire le pinzette vi si aggiunge un elemento (E) con la giusta sequenza di coppia all'elemento D. Dopo l'accoppiamento non hanno alcun collegamento con la macchina BAC, in modo da fluttuare via. La macchina di DNA può essere aperta e chiusa più volte tramite l'iterazione tra gli elementi D ed E. Queste pinzette possono essere utilizzate per la rimozione di farmaci all'interno dei fullereni come pure da un tetraedro di DNA auto-assemblato. Lo stato del dispositivo può essere determinato misurando la distanza tra i fluorofori donatore e accettore usando il trasferimento di energia per risonanza (FRET).